# Paperino a caccia di autografi
Paperino a caccia di autografi (The Autograph Hound) è un film del 1939 diretto da Jack King. È un cortometraggio animato della serie Donald Duck, prodotto dalla Walt Disney Productions e uscito negli Stati Uniti il 1º settembre 1939, distribuito dalla RKO Radio Pictures. È il primo cartone animato in cui Paperino indossa il suo cappello da marinaio blu. Vi appaiono molte celebrità degli anni trenta.

## Trama
Paperino è a Hollywood e desidera ottenere un autografo dalle celebrità. Cerca così di entrare negli studi, ma viene cacciato fuori da un ufficiale di polizia a guardia della porta. Paperino però non si arrende e decide di intrufolarsi salendo sulla limousine con Greta Garbo, ma l'agente di polizia lo scopre e lo insegue. Paperino entra in una stanza dove trova Mickey Rooney, e gli chiede un autografo. Rooney scrive il suo nome nel libro di Paperino e lo fa sparire e riapparire con un trucco di magia. Paperino non è divertito, così cerca di controbattere facendo un trucco simile con un uovo, ma fallisce e Rooney riesce a ingannarlo diverse volte. Paperino infuriato lancia a Rooney un violino, che però finisce in faccia alla guardia.
Allarmato, Paperino fugge e si nasconde sotto una campana di vetro trasportata dall'attore Henry Armetta. Quando il poliziotto scopre il nascondiglio di Paperino, quest'ultimo scappa fino a raggiungere un lago ghiacciato, dove incontra Sonja Henie. Paperino le chiede un autografo, ma lei firma sul ghiaccio con i pattini. Paperino è così costretto a portare con sé il pezzo di ghiaccio con su la firma, che poco dopo si scioglie. Subito dopo, in un ambiente desertico, nota in una tenda i Ritz Brothers che ballano una danza araba. Eccitato, chiede i loro autografi, ma loro, comportandosi come degli svitati, gli saltano addosso e firmano con il loro nome di gruppo sul suo sedere. Un infuriato Paperino lancia loro addosso un barattolo di vernice, ma colpisce invece la faccia del poliziotto.
Ancora una volta Paperino deve fuggire e corre verso un castello con il cartello "The Road to Mandalay", che si rivela essere finto. Correndo arriva su una passerella navale e si imbatte in Shirley Temple, che lo riconosce e gli chiede un autografo. Entrambi si siedono a firmare l'un l'altro i loro autografi, ma Paperino viene presto catturato dal poliziotto. Shirley dice alla guardia di lasciarlo in pace perché si tratta di Paperino. La voce si sparge subito e numerosi attori di Hollywood corrono da Paperino per farsi fare un autografo. Quando il poliziotto chiede a Paperino di firmare il suo libro di autografi e gli offre la sua penna, Paperino schizza l'inchiostro in faccia all'agente. L'inchiostro scivola sul petto del poliziotto, formando il nome di Paperino come voluto.

## Distribuzione

### Edizioni home video

#### VHS
- Serie oro - Paperino (ottobre 1985)

#### DVD
Il cortometraggio è incluso nel DVD Walt Disney Treasures: Semplicemente Paperino - Vol. 1.